# NHK岡谷諏訪ラジオ中継放送所
NHK岡谷諏訪ラジオ中継放送所（エヌエイチケイおかやすわラジオちゅうけいほうそうしょ）は、長野県岡谷市にあるNHK長野放送局中波放送の中継局である。

## 概要
- 当中継局は、岡谷市湖畔4丁目2番地の標高750m地点に置かれ、諏訪地方に電波を発射している。
- なお、テレビとFMラジオの中継局については岡谷諏訪中継局を、信越放送のラジオ中継局についてはSBC岡谷諏訪ラジオ中継局をそれぞれ参照の事。

## 送信施設概要
| 放送局名         | 周波数  | 空中線電力 | 放送対象地域 | 放送区域内世帯数 | 開局日         | 空中線形式         |
| NHK長野ラジオ第1 | 1584kHz | 100W       | 長野県       | 約7万世帯        | 1954年6月1日   | 垂直型頂冠付空中線 |
| NHK長野ラジオ第2 | 1359kHz | 100W       | 全国         | 約7万世帯        | 1955年10月20日 | 垂直型頂冠付空中線 |

- 呼出符号は第1放送がJOSU、第2放送がJOSIであったが、1967年11月1日に廃止された。
- 「JOSU」はエフエム熊本（旧:エフエム中九州）に、「JOSI」は静岡県民放送（通称：静岡けんみんテレビ）にそれぞれ再付与された。